# Psilogramma dillerorum
Psilogramma dillerorum là một loài bướm đêm thuộc họ Sphingidae. Loài này có ở Pakistan.